# Groupe de NGC 3338
Le groupe de NGC 3338 est groupe de galaxies comprenant au moins cinq membres. Ce groupe est situé dans la constellation du Lion. La distance moyenne entre ce groupe et la Voie lactée est d'environ 24,1 Mpc (∼78,6 millions d'al). 

## Membres
Le tableau ci-dessous liste les six galaxies du groupe indiquées dans l'article de A.M. Garcia paru en 1993.
| Nom       | Class.    | Type                         | α (J2000.0)   | δ (J2000.0) | Vitesse radiale (km/s) | m                    | Distance (Mpc) | Diamètre (kal) |
| --------- | --------- | ---------------------------- | ------------- | ----------- | ---------------------- | -------------------- | -------------- | -------------- |
| NGC 3338  | SA(s)c    | Spirale                      | 10h 42m 07.5s | 13° 44′ 49″ | 1300 ± 1               | 11,1                 | 24,3 ± 1,7     | 129            |
| NGC 3346  | SB(rs)cd  | Spirale barrée               | 10h 43m 38.9s | 14° 52′ 19″ | 1274 ± 1               | 11,7                 | 23,8 ± 1,7     | 84             |
| NGC 3389  | SA(s)c    | Spirale                      | 10h 48m 27.9s | 12° 31′ 59″ | 1303 ± 2               | 11,9                 | 24,4 ± 1,7     | 61             |
| MK 1263   | BCD       | Galaxie naine bleue compacte | 10h 48m 56.9s | 12° 11′ 42″ | 1323 ± 3               | 14,7 ± 0,3           | 24,7 ± 1,8     | 19             |
| UGC 5832  | SB?       | Spirale barrée               | 10h 42m 48.4s | 13° 27′ 35″ | 1226 ± 1               | 13,431 ± 0,019 asinh | 23,2 ± 1,7     | 28             |
| PGC 31933 | Voir note | ?                            | ?             | ?           | ?                      | ?                    | ?              | ?              |

Note. Selon les bases de données NASA/IPAC et HyperLeda, PGC 31933 est la même galaxie que celle désignée par UGC 5832. Simbad indique que LEDA 31933 (autre désignation pour PGC 31933 qui n'est employé que par Simbad) est une galaxie, mais n'y a aucun objet aux coordonnées indiquées.   
Le site DeepskyLog permet de trouver aisément les constellations des galaxies mentionnées dans ce tableau ou si elles ne s'y trouvent pas, l'outil du site constellation permet de le faire à l'aide des coordonnées de la galaxie. Sauf indication contraire, les données proviennent du site NASA/IPAC.